# プロジェクトJAPAN
『プロジェクトJAPAN』（プロジェクトジャパン）は、日本放送協会（NHK）が2009年（平成21年）度から3年間の中期経営計画において実施した大型プロジェクトである。

## 概要
2009年（平成21年）の日本は横浜港開港から150年、2010年は韓国併合から100年、第二次世界大戦の終戦から65年、2011年は太平洋戦争開戦から70年、サンフランシスコ講和条約締結から60年が経つ節目の年にそれぞれあたる。そこでNHKは日本の歴史を変えたこれら一連の出来事を振り返り今後の日本のあり方を考えようと、テレビジョン放送が完全にデジタル化される2011年度までの3か年中期計画期間中における大型プロジェクトとしてこの企画を立ち上げた。 
『NHKスペシャル』 『ETV特集』 『坂の上の雲』などの番組や各種イベントが展開された。
『NHKスペシャル シリーズ 「JAPANデビュー」』第1回放送をめぐっては、番組出演者や台湾人並びに視聴者などから放送内容に問題があったとして1万人を超える集団訴訟が起こされたが、原告側の逆転敗訴で幕を閉じた（後述）。

## 基軸テーマ・キーワード
- 2009年（平成21年） 横浜港開港150年（1859年 / 安政6年）
- 2010年（平成22年） 朝鮮併合100年（1910年 / 明治43年）、付随して終戦65年（1945年 / 昭和20年）並びに日韓国交正常化45年（1965年 / 昭和40年）
- 2011年（平成23年） 太平洋戦争開戦70年（1941年 / 昭和16年）並びにサンフランシスコ講和条約締結60年 （1951年 / 昭和26年）

## 各番組の内容
放送済みの番組を除き、タイトルは仮のものである。

### プロジェクトJAPAN プロローグ「戦争と平和の150年」
放送日時
NHK総合、2009年4月4日、19時30分 - 20時45分（第1部） / 21時 - 22時（第2部）
テーマ
第1部 - 「法による支配をめざして」
第2部 - 「国家から人間へ」
全体進行
五十嵐公利（解説委員）

### NHKスペシャル シリーズ 「JAPANデビュー」
概要
日本が西洋列強に対抗する際に命運を握った「アジア」 「天皇と憲法」 「貿易」 「軍事」に世界史上から焦点をあてたスペシャル。番組ジャンルは「歴史・紀行」に分類される。
各回の概要
| 回 | サブタイトル        | 放送日時                            | 内容                                                                              |
| -- | ------------------- | ----------------------------------- | --------------------------------------------------------------------------------- |
| 1  | アジアの“一等国”    | NHK総合 2009年4月5日 21:00 - 22:14  | 日本統治時代の台湾について                                                        |
| 2  | 天皇と憲法          | NHK総合 2009年5月3日 21:00 - 22:14  | 大日本帝国憲法と日本国憲法の成立過程について                                      |
| 3  | 通商国家の挫折      | NHK総合 2009年6月7日 21:00 - 22:14  | 貿易によって富を得る戦略を立てたが、 世界大恐慌による保護主義で挫折するまでの興亡 |
| 4  | 軍事同盟 国家の戦略 | NHK総合 2009年6月28日 21:00 - 22:14 | 日露戦争から太平洋戦争までの 外交交渉や国際情報を分析                             |

### 世界と出会った日本人
概要
近代日本史上において世界と関わった日本人を毎回1人取り上げ、その世界との出会いと、そのことが近代日本にどのような変化をもたらしたのかを5分で紹介する。
基本放送時間
初回：NHK総合、日曜、22時45分 - 22時50分
再放送：NHK総合、木曜、22時55分 - 23時
制作・著作：NHK、アジア・コンテンツ・センター
採り上げた人物
放送時間は基本と異なる場合のみ記述する。
| 回 | サブタイトル・対象人物                        | 放送日時                            |
| -- | --------------------------------------------- | ----------------------------------- |
| 1  | 自主自立を説いた啓蒙思想家 中村正直           | NHK総合 2009年4月5日 23:20 - 23:25  |
| 2  | 近代日本経済の基礎を築いた 渋沢栄一           | NHK総合 2009年4月19日               |
| 3  | 女性の社会活動の道を開いた 大山捨松           | NHK総合 2009年4月26日 22:40 - 22:45 |
| 4  | 一身独立して一国独立す 福沢諭吉               | NHK総合 2009年5月3日 23:05 - 23:10  |
| 5  | 化学染料で織物業を近代化 稲畑勝太郎           | NHK総合 2009年5月10日               |
| 6  | 議会政治への道筋をつけた 伊藤博文             | NHK総合 2009年5月17日               |
| 7  | どん底生活から女性解放運動へ 山田わか         | NHK総合 2009年5月24日               |
| 8  | 日本の近代建築の先駆者 辰野金吾               | NHK総合 2009年5月31日               |
| 9  | 奴隷から宰相へ 高橋是清                       | NHK総合 2009年6月7日 23:05 - 23:10  |
| 10 | “ものづくり”日本の先駆者 大島高任             | NHK総合 2009年6月14日               |
| 11 | 新聞ジャーナリストの草分け 成島柳北           | NHK総合 2009年6月28日 23:05 - 23:10 |
| 12 | 明治の政治体制を確立した 大久保利通           | NHK総合 2009年7月12日               |
| 13 | 日本の洋画界に革新をもたらした 黒田清輝       | NHK総合 2009年7月19日               |
| 14 | 近代医学に革新をもたらした 北里柴三郎         | NHK総合 2009年7月26日               |
| 15 | 自然保護運動の先駆者 南方熊楠                 | NHK総合 2009年8月2日                |
| 16 | 日本の音楽界の発展に貢献した 山田耕筰         | NHK総合 2009年8月23日               |
| 17 | "世界の良心”と呼ばれた外交官 安達峰一郎       | NHK総合 2009年8月30日 23:10 - 23:15 |
| 18 | 世界の日本人観を変えた 新渡戸稲造             | NHK総合 2009年9月13日               |
| 19 | 赤十字の精神を日本にもたらした 佐野常民       | NHK総合 2009年9月24日               |
| 20 | 近代的な造船技術を導入した 辰巳一             | NHK総合 2010年1月17日               |
| 21 | 日本に博物館をもたらした 町田久成             | NHK総合 2010年1月24日               |
| 22 | 自立する女性のための学校を設立 津田梅子       | NHK総合 2010年2月7日                |
| 23 | 化学製品の開発から新しい事業を興した 高峰譲吉 | NHK総合 2010年2月14日               |
| 24 | 日本の社会主義運動の草分け 片山潜             | NHK総合 2010年2月21日               |
| 25 | 孤立する日本に警鐘を鳴らした 朝河貫一         | NHK総合 2010年3月4日 22:55 - 23:00  |

### ETV特集　日本は世界でどう生きるのか
サブタイトル
プロジェクトJAPAN・国際アンケートを読みとく
放送日時
NHK教育、2009年7月19日、22時 - 22時59分

### シリーズ 未来をつくる君たちへ
第1回
副題：誰かが「君の言葉」を待っている -関川夏央が語る「正岡子規」-
放送日時：NHK総合、2009年11月15日、8時25分 - 8時54分
第2回
副題：勉強ってなんのため？ -立花隆が語る「緒方洪庵」-
放送日時：NHK総合、2009年11月22日 8時25分 - 8時54分
第3回
副題：「あきらめない」力 -松本健一が語る「高田屋嘉兵衛」-
放送日時：NHK総合、2009年11月29日 8時25分 - 8時54分

### ドキュメンタリー 坂の上の雲の時代
概要
『スペシャルドラマ・坂の上の雲』の放送に合わせ、その時代背景に迫ったドキュメンタリー。
各年のサブタイトル
1. “国民”への道のり -明治日本・農村の記録-
NHK総合、2009年12月30日 22時 - 22時59分
2. 第0次世界大戦-日露戦争・渦巻いた列強の思惑-
NHK総合、2010年12月27日 22時 - 22時59分
3. 2011年秋放送予定

### NHKスペシャル「シリーズ 日本と朝鮮半島」
『NHKスペシャル』内の放送区分は「歴史・紀行」。『ETV特集』の「日本と朝鮮半島2千年」から引き継ぎ、近代史における日本と朝鮮の国際関係を取り扱う。
第1回 韓国併合への道 伊藤博文とアン・ジュングン
放送日時：NHK総合、2010年4月18日、21時 - 22時13分
第2回 三・一独立運動と親日派
放送日時：NHK総合、2010年5月16日、21時 - 21時49分
第3回 戦争に動員された人々 -皇民化政策の時代-
放送日時：NHK総合、2010年6月20日、21時 - 21時49分
第4回 解放と分断 在日コリアンの戦後
放送日時：NHK総合、2010年7月25日、21時 - 21時54分
第5回 日韓関係はこうして築かれた
放送日時：NHK総合、2010年8月1日、21時 - 22時13分

### NHKスペシャル 新企画
2011年4月から放送予定。

### NHK戦争証言アーカイブス
インターネット上で公開されるWebサービス。全国のNHKの放送局が保存している元兵士や市民らの証言動画などを（権利関係の処理作業や不正コピー防止対策などを行った上で）一元化して公開する。2009年8月13日から10月12日まで証言者約70人、一部コンテンツの開示を行った「トライアルサイト」として公開。期間中の閲覧は約70万ページビューを記録した。
2010年8月2日に正式サイトがオープン。オープン時には約310人分の戦争証言を公開し（時間はそれぞれ異なるが、一人あたり10分から1時間程度としている）、見出しを付けたりキーワードによる検索などを行うことにより閲覧者が見やすいような工夫を施している。最終的には戦争証言は1,000人規模の収録を目指すとしている。
他にも『ドキュメント太平洋戦争』（全6回）、『証言記録 兵士たちの戦争』（全29回）、『証言記録 市民たちの戦争』（全9回）、当時のニュース映画の『日本ニュース』（1940年 - 1945年に公開された264本中254本）、玉音放送などの音声資料を無料で視聴できるようになっている。

## スタッフ
- ナレーション：
  - 濱中博久（『NHKスペシャル』）
  - 礒野佑子（『NHKスペシャル』）
  - 三宅民夫（『ETV特集』）
  - 石澤典夫（『ETV特集』）
- 音楽：プロジェクトimage
  - 加古隆、羽毛田丈史、松谷卓
  - 小松亮太、古澤巌、宮本笑里、ゴンチチ
- タイトル映像：西部勲
- 声の出演：81プロデュース

- 「NHKスペシャル シリーズ『JAPANデビュー』」制作統括
  - 第1回：田辺雅泰、河野伸洋
  - 第2回：林新、河野伸洋、若宮敏彦
  - 第3回：増田秀樹、河野伸洋
  - 第4回：林新、河野伸洋

## 「JAPANデビュー」第1回放送をめぐる騒動・訴訟

### 抗議とデモの発生
日本の台湾統治をテーマとして2009年（平成21年）4月5日に放送された、シリーズ『JAPANデビュー』第1回「アジアの“一等国”」をめぐり、放送後「日本統治時代が悪と一方的に描かれており、内容が偏向している」、「日本の台湾統治を批判するため、（台湾人の）証言をねじ曲げている」、「番組にはやらせや、事実の歪曲・捏造があり、放送法に違反している」、「台湾の人の心と日台関係を傷つけた」などとして日台（中華民国）双方から抗議や批判が続出した。NHKには2009年4、5月だけで4,344件の意見が寄せられた。これは平成20年度NHKスペシャルの平均反響数250件を上回るものであった。

### 抗議やデモに対するNHKなどの反応
これらの抗議に対して、NHKは放送総局長や会長が記者会見で説明、また番組ウェブサイト上でも2回にわたり説明文を掲載、番組の正当性を主張した。
日本共産党の山下芳生議員は参院総務委員会で「非常によい番組だった。（中略）親日的といわれる台湾の人々の心の奥底にある複雑な思いが伝わった。歴史を直視し、互いに共有し、反省すべきは反省もしてこそ相互理解により深い友好関係が構築できると感じた」と感想を述べた。番組批判に批判的な立場からは、市民団体「開かれたNHKをめざす全国連絡会」が放送内容に疑問の声を挙げた小林委員を批判し、議連の発足や訴訟、デモなどによって自主自立の姿勢が損なわれないようにと求める意見書を7月7日NHKに提出。同日、日本ジャーナリスト会議も番組批判について「表現の自由そのものに対する恫喝と干渉に当る」などと主張した。西日本新聞の笠島は番組批判について「嫌な感じなのは元首相を含む国会議員が絡んでいること」などと批判。内容については「『台湾は親日的』との固定観念が問い直され、当時の『同化政策』がチベットやウイグルへの施策と通じる面もあるように感じられた」などと評した。

### 第1審
2009年6月25日には台湾人を含む8389名が、東京地方裁判所に対して、NHKの放送内容には、放送法の定める公平な報道に違反する、事実と異なる偏向、やらせや事実の歪曲・捏造などがあり、精神的損害を受けたとして、NHKに対し原告1人あたり1万円の損害賠償を求める訴えを起こした。番組に出演した台湾人は反日的であるように宣伝されたと番組への批判の声を上げ、偏向歪曲が窺えるとして抗議と訂正を求める文書をNHKへ送付。またパイワン族は、尊厳は傷つけられたとして同番組を批判し、辱めを受けたとする質問状をNHKに対して送付、原告として訴訟に加わった。この訴訟は原告が1万人を越えている。
2012年12月14日、東京地裁は「番組の編集はNHKに委ねられており、恣意的な編集はなかった」などとして、請求を棄却する判決を下した。原告側の台湾人の「NHKに取材を受けたが発言をねじ曲げられ、期待と違う内容が放送された」に対し、判決では「番組内容への期待は法的に保護されない」とし、また、「祖先を動物扱いされた」とする台湾人の主張に対しては「歴史的事実として紹介しただけで、原告の名誉を傷つけたとはいえない」と判断し、またNHKは公平な放送をする義務があると訴えた視聴者らの主張についても「視聴者ら個人に対する義務は負わない」とした。

### 第2審
第1審後、原告のうち42人がNHKに慰謝料など710万円を求め東京高等裁判所に控訴した。2013年11月28日、東京高裁は原告のうち「番組で祖先を動物扱いされた」と主張した女性1人について、番組で使われた「人間動物園」という言葉が台湾の先住民の子孫の名誉を毀損したとして、NHKに対して女性に100万円を支払うように命じた。判決では「人間動物園」は「当時は使われておらず、新しく使われ始めた言葉」と指摘。「一部の学者が唱える言葉に飛びつき、人種差別的な意味合いに配慮せずに番組で何度も言及した」と、放送は民族差別であると批判した。その一方で、他の原告の主張については、「日本に好意的な台湾の人やパイワン族の人に不快な気持ちを生じさせたと推測できる」としながらも、視聴者らの具体的な権利を侵害したとまでは言えないとして、訴えを棄却した。訴訟の中心人物として活動した華阿財は、高裁判決を「不満だが、受け入れる」とコメントした。